# Recesión económica en Estados Unidos (1960-1961)
La recesión de 1960-1961 fue una recesión económica en los Estados Unidos. Según la Oficina Nacional de Investigación Económica, la recesión duró diez meses, comenzando en abril de 1960 y terminando en febrero de 1961. La recesión precedió a la tercera expansión económica más larga en la historia de Estados Unidos, desde febrero de 1961 hasta el comienzo de la recesión de 1969-1970 en diciembre de 1968.
La Reserva Federal había comenzado a endurecer la política monetaria en 1958 y la relajó en 1961.
Durante esta recesión, el PIB de Estados Unidos cayó 1,4 puntos porcentuales. Aunque la recesión terminó en noviembre de 1960, la tasa de desempleo no alcanzó su punto máximo hasta varios meses más. En mayo de 1961, la tasa alcanzó su punto máximo para el ciclo del 7,1 por ciento.